# GP du Parisien
De Grand Prix du Parisien was een ploegentijdrit die werd verreden in Frankrijk. De wedstrijd werd georganiseerd tussen 1961 en 1965 en telde de laatste drie jaar mee voor het regelmatigheidsklassement Super Prestige Pernod. De wedstrijd werd verreden op de laatste zondag van september, behalve tijdens de eerste editie in 1961 (eerste zondag van oktober).

## Parcours
De GP du Parisien werd viermaal verreden tussen Beauvais en Compiègne in het departement van de Oise. Tijdens de derde editie in 1963 lag de start in Melun (Seine-et-Marne) en de aankomst in Creil, eveneens in het departement van de Oise. De afstand lag telkens rond de 130 kilometer.

## Deelnemers
Aan de wedstrijd deden telkens negen of tien ploegen mee met elk zes deelnemers. De ploegen startten in het laatste jaar om de vijf minuten.

## Lijst van winnaars

### Belgische en Nederlandse winnaars
Flandria–Faema–Clément uit België was de enige niet-Franse ploeg die de GP du Parisien wist te winnen, maar elke winnende ploeg had minstens een wielrenner uit de lage landen in hun selectie.
België
- 1961: Gustaaf Van Vaerenbergh
- 1962: Jef Planckaert, Edgard Sorgeloos, Rik Van Looy en John Van Tongerloo
- 1963: Ferdinand Bracke
- 1965: Willy Monty

Nederland
- 1962: Peter Post en Huub Zilverberg
- 1964: Ab Geldermans en Arie den Hartog (niet gefinisht: Cees Lute, Bas Maliepaard en Jo de Roo)
- 1965: Jan Janssen (niet gefinisht: Piet Braspennincx)